# میمون عنکبوتی پشمالو شمالی
میمون عنکبوتی پشمالو شمالی (نام علمی: Brachyteles hypoxanthus) نام یک گونه از سرده میمون عنکبوتی پشمالو است.